# Steve Purcell
Steve Purcell (California; 1 de octubre de 1961) es un dibujante, creador de dibujos y de videojuegos, director, animador y guionista estadounidense. Es conocido como el creador de Sam & Max, una serie de cómics de un perro y un conejo antropomorfos que son, como dicen ellos, policías independientes, por los cuales Purcell ganó un Premio Eisner en 2007.
Purcell trabaja para LucasArts elaborando su historieta y también desempeña labores dentro de Pixar donde se ha destacado como actor de voz, codirector y coguionista de la película Brave, y actualmente, director solista por primera vez, en el segundo especial de TV de Pixar basado en los personajes de Toy Story; Toy Story that Time Forgot que se estrenó en la Navidad de 2014.

## Filmografía
- 1988. The Completely Mental Misadventures of Ed Grimley. (Equipo de producción) (13 episodios)
- 1997-1998. The Adventures of Sam & Max: Freelance Police. (Escritor y diseñador)
- 2006. Cars. (Material de guion creativo adicional, voces adicionales)
- 2006. Mate y la Luz Fantasma. (Diseño de personajes adicional)
- 2007. Ratatouille. (Equipo de producción)
- 2009. George & A.J. (Voz de Carl Fredricksen)
- 2010. Mater's Tall Tales. (Voces adicionales)
- 2012. Brave. (Codirector, guionista, voz del Cuervo)
- 2012. La Legenda de Mor'du. (Voz del Cuervo)
- 2014. Toy Story That Time Forgot. (Director)
- 2019. Toy Story 4. (Voz de Los Bensons)
- 2022. Cars on the Road (Guionista)
- 2024. Inside Out 2 (Voz de Secreto Oscuro)